# Khieu Samphân
Pour les articles homonymes, voir Khieu.
Khieu Samphân (en khmer : ខៀវ សំផន), né le 27 juillet 1931 dans la province de Svay Rieng, est un homme politique cambodgien, chef de l'État du Kampuchéa démocratique de 1976 à 1979.
Il est un des dirigeants les plus importants du gouvernement khmer rouge, bien que Pol Pot soit le véritable chef de file du mouvement. Il est l'un des théoriciens et des dirigeants du Parti communiste du Kampuchéa (alias l'Angkar), l'organisation suprême, et responsable entre 1975 et 1979 de la mort d'environ 1,7 million de Cambodgiens.

## Situation personnelle

### Naissance et famille
Né le 27 juillet 1931 à Svay Rieng, Khieu Samphân, fils d'un fonctionnaire de la classe moyenne, passe son enfance dans la province de Kampong Cham. 

### Études et formation
En 1954, après des études au lycée Sisowath de Phnom Penh, il obtient une bourse du gouvernement cambodgien pour venir étudier le droit et l'économie en France.
Après une licence obtenue en 1955 à l'université de Montpellier, il prépare à Paris une thèse en sciences économiques.

## Parcours politique

### Débuts en politique
Dans la capitale française, il se lie avec d'autres étudiants cambodgiens tels Saloth Sâr, qui ne s'appelle pas encore Pol Pot, Son Sen ou Ieng Thirith. Il se rapproche également du PCF et d'autres militants anticolonialistes, dont Jacques Vergès.
La thèse de sciences économiques, dédiée à Norodom Sihanouk, est soutenue à la faculté de Paris en 1959. Samphân y affirmait qu’une partie importante des richesses du pays était concentrée dans les services au détriment des secteurs primaire et secondaire de l’économie. Ce constat était surtout criant dans les villes ; à Phnom Penh, 85 % de la population était employée comme fonctionnaire, personnel de maison, chauffeur de limousine ou de cyclo-pousse … Il préconisait de redéployer une partie de ces personnes dans les campagnes afin de développer l’agriculture qui par ricochet devait permettre une croissance de l’industrie. Cet essor devait aussi être favorisé par la création de coopératives, basées sur le système d’entraide qui existait déjà en milieu rural. Il reconnaissait toutefois qu’une telle réforme risquait de se heurter à la réticence au changement des campagnes qu’il faudrait donc au préalable éduquer, soulignant qu’il « faudra traiter les paysans avec patience et compréhension ». Malheureusement pour les Cambodgiens, ce dernier point sera totalement occulté une quinzaine d’années plus tard par les dirigeants du Kampuchéa démocratique.

### Secrétaire d'État au Commerce
De retour au Cambodge, il fonde l'Observateur, un hebdomadaire en langue française, qui s'opposait à la politique du prince Sihanouk. Il est passé à tabac en pleine rue ; peu après, le journal est fermé et Khieu Samphân emprisonné pendant un mois. En 1962, il est élu député avant d'être nommé, la même année, secrétaire d'État au Commerce.
Au fil du temps, Il avait gagné une réputation d’homme austère et intègre, deux qualités peu répandues sur les bancs de l’Assemblée et dans les ministères. Samphân vivait alors avec sa mère, veuve, et consacrait ses soirées à la lecture. Des personnes proches de lui à l’époque confirmaient ses hautes qualités morales, mais ne se rappelaient pas l’avoir vu rire et le présentaient comme quelqu’un semblant souffrir d’une sorte d’« inaptitude à être heureux ». Ses articles dans l'Observateur montraient une certaine sècheresse et une sérieuse intransigeance dans les propos, mais contrebalancées par une empathie qui semblait sincère pour les plus pauvres de ses compatriotes. Après son élection, sa situation de famille, sa réserve et l’intolérance des autres parlementaires à son égard incita certains députés à laisser entendre qu’il était, au choix, impuissant ou homosexuel. Son aspect studieux, solitaire et son dévouement sans faille à une cause — le communisme dans son cas — étaient si peu répandus dans le Cambodge des années 1960 qu’il était magnifié par les uns et voué aux gémonies par les autres.

### Retour à la députation
Le 1er juillet 1963, il démissionnera de son poste de ministre, une semaine après qu’une motion de censure à son égard eut échoué, a priori à la suite de l’accroissement des réticences de l’Assemblée à soutenir ses réformes économiques. Il resta au parlement et retourna enseigner ponctuellement au lycée Kambujaboth. Afin de pourvoir à son départ du ministère du Commerce, Sihanouk nomma Nin Nirom, un député qui alors qu’il avait critiqué son prédécesseur, avait imprudemment laissé entendre qu’il n’aurait aucun mal à le remplacer. Nirom n’avait aucune compétence en matière de gestion et fut rapidement impliqué dans un scandale financier. Il démissionna un mois après sa prise de fonction. À sa sortie de l’Assemblée, il dut essuyer des jets de pierres d’une foule d’étudiants acquis à la cause de Khieu Samphân.
En tant que député, il s’était attiré la sympathie des habitants de sa circonscription de S’aang, les visitant régulièrement dans un véhicule modeste et avait même en une occasion prêté à des fermiers de quoi financer l’installation d’une pompe.
C’est donc tout naturellement qu’il fut réélu aux élections de 1966 mais, au début de l’année suivante, il profita d’un congrès du Sangkum pour se plaindre que certains de ses électeurs de S’aang avaient été incorporés de force dans des milices œuvrant près de la frontière vietnamienne, et ce malgré les pots-de-vin qu’ils avaient versés à des dirigeants locaux. Dénoncer la corruption était alors souvent considéré comme une attaque contre la politique du prince ; c’est en tout cas ainsi que Sihanouk le perçut. Sa réponse fut de proposer d’aller dans les jours qui suivaient sur place pour vérifier la teneur des allégations. À S’aang, le monarque ne s’en prit pas directement à Samphân, mais à Hu Nim, son collègue au parlement, l’accusant d’être un « Rouge ». Il offrit également un million de riels de l’époque (environ 18 000 dollars US) pour réparer une route locale, présentant cette faveur comme « un cadeau de la banque nationale ». Toutefois, le prince a dû remarquer que dans le discours d’introduction, Samphân se mit face à lui, soutint son regard et n’hésita pas à élever la voix, des attitudes à l’opposé des marques de déférence auxquelles le monarque était habitué. Charles Meyer, dans un entretien accordé à David Porter Chandler en 1987, rapportera que quelques jours plus tard, Khieu Samphân lui avait avoué avoir craint pour sa vie. Un mois plus tard, ce dernier quittait Phnom Penh pour rejoindre les maquis khmers rouges de la province de Kampong Spoe.

### Ascension vers le pouvoir
Beaucoup à Phnom Penh crurent qu’il avait été liquidé par la police de Sihanouk. Peu après, ce sont quelque quinze mille étudiants qui se seraient réunis dans différents monastères de la province de Kandal pour commémorer ce qu’ils appelaient son martyre. Des manifestations similaires étaient également signalées à Kampong Cham. Toujours est-il qu’il ne fit plus d’apparition publique pendant les trois années qui suivirent.
En mars 1970, profitant de l'absence de Sihanouk, la droite cambodgienne le dépose. Le 23 mars, depuis Pékin où il avait trouvé refuge, le prince lançait un appel aux armes et invitait tous les Cambodgiens à rejoindre le Front uni national du Kampuchéa qu’il allait créer prochainement qui outre ses partisans devait aussi comporter ses ennemis khmers rouges de la veille. Si l’appel eut peu de répercussion dans les villes, il n'en fut pas de même des campagnes où les maquis connurent une croissance fulgurante. Le 10 avril, Khieu Samphân, Hou Yuon et Hu Nim, dont on était aussi sans nouvelles depuis trois ans, sortaient de leur silence et, dans leur première déclaration publique depuis 1967, apportaient leur soutien au front dirigé par Sihanouk et demandaient aux paysans cambodgiens de rejoindre les maquis. Peu après il entre au Gouvernement royal d'union nationale du Kampuchéa créé par le monarque déchu en tant que ministre de la Défense ; toutefois, le commandement des forces armées reste aux mains de Son Sen.

### Chef de l'État du Kampuchéa

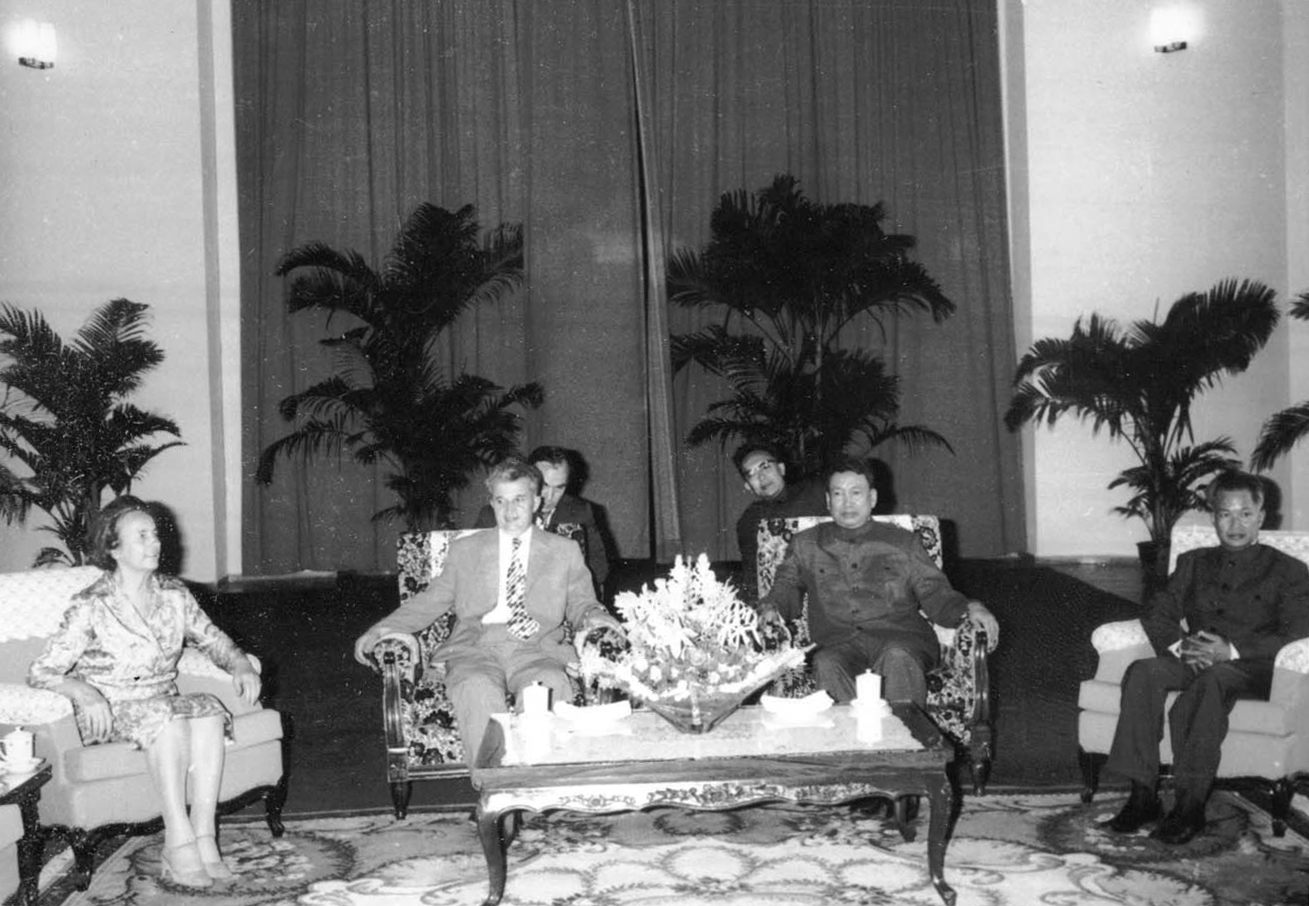
Le couple Ceauşescu en compagnie de Pol Pot et Khieu Samphân (1978).

Après la prise du pouvoir le 17 avril 1975 par les partisans de Pol Pot, il est vice-Premier ministre et ministre de la Défense jusqu'au 11 avril 1976, où il devient président du présidium d'État, chef de l'État du Kampuchéa démocratique, nom donné au régime communiste du Cambodge. C'est alors qu'a lieu la déportation des habitants des villes vers les campagnes et les massacres des militaires vaincus. Cette déportation s'est accompagnée de ce que d'aucuns qualifient de « génocide cambodgien » et qui, d'après le programme d'étude de l'université Yale aurait entraîné la mort de 1,7 million de Cambodgiens. En tant que chef de l’État il fera plusieurs discours où il justifiera les purges qui s’abattent sur le pays par le besoin d’éliminer les ennemis de la révolution qui se seraient insinués jusqu’aux plus hauts niveaux et qui œuvreraient pour le compte de puissances étrangères. À partir de 1978, les accusations se feront plus précises quant à ces puissances et le Viêt Nam sera nommément désigné comme le principal ennemi à abattre. En 2008, un procès s'ouvrira pour déterminer ses responsabilités dans les crimes du régime khmer rouge.

## Après la chute du régime

### Chef des Khmers rouges
Après la chute du régime khmer rouge en janvier 1979 et la découverte de l’ampleur des crimes de masses, le mouvement replié sur la frontière thaïlandaise procède à un remaniement. Afin de se rendre plus présentable pour pouvoir attirer des aides étrangères, Pol Pot prend le rôle plus discret de commandant des forces armées et laisse la tête du parti à Khieu Samphân qu’on tenta de présenter comme un modéré. À ce titre, il participe à plusieurs missions diplomatiques. Khieu Samphân est chargé par les autorités chinoises de renouer le contact avec Norodom Sihanouk pour reformer l’alliance du GRUNK. Les pourparlers seront laborieux, mais déboucheront le 22 juin 1982 sur la création du Gouvernement de Coalition du Kampuchéa démocratique (en) (GCKD) où il est nommé vice-Premier ministre chargé des affaires étrangères.
En juillet et août 1989, il représente le Kampuchéa démocratique lors de la conférence internationale sur le Cambodge, organisée à Paris, et le 23 octobre 1991, il signe avec Son Sen les accords qui en découlent. Conformément au traité, les deux émissaires khmers rouges retournent à Phnom Penh le 27 novembre 1991, mais évitent de peu le lynchage par une foule en furie. Ils ne devront la vie sauve qu’à l’intervention de la police de Phnom Penh. En 1992, alors que le plan de paix entre dans sa phase active, il argue de problème logistique pour différer l’accès des troupes internationales aux zones sous le contrôle de sa faction. Enfin le 4 avril 1993, il annonce que sa formation renonce à l’engagement qu’elle avait pris en son nom 18 mois plus tôt à Paris mais qu'elle n'avait jamais commencé à appliquer et ne participerait pas aux élections. Il prétexte la décision par l’absence d’un « environnement politique neutre » et déplore que l’occupation continue du Cambodge par les forces vietnamiennes est toujours effective sans pour autant fournir aux enquêteurs de l’ONU d’éléments permettant d’étayer ces accusations.

### Procès et condamnation
Il accompagne Pol Pot jusqu'à sa mort en 1998. Il vit réfugié dans la campagne cambodgienne jusqu'au 29 décembre 1998, date à laquelle il se rend en compagnie de Nuon Chea aux forces gouvernementales.

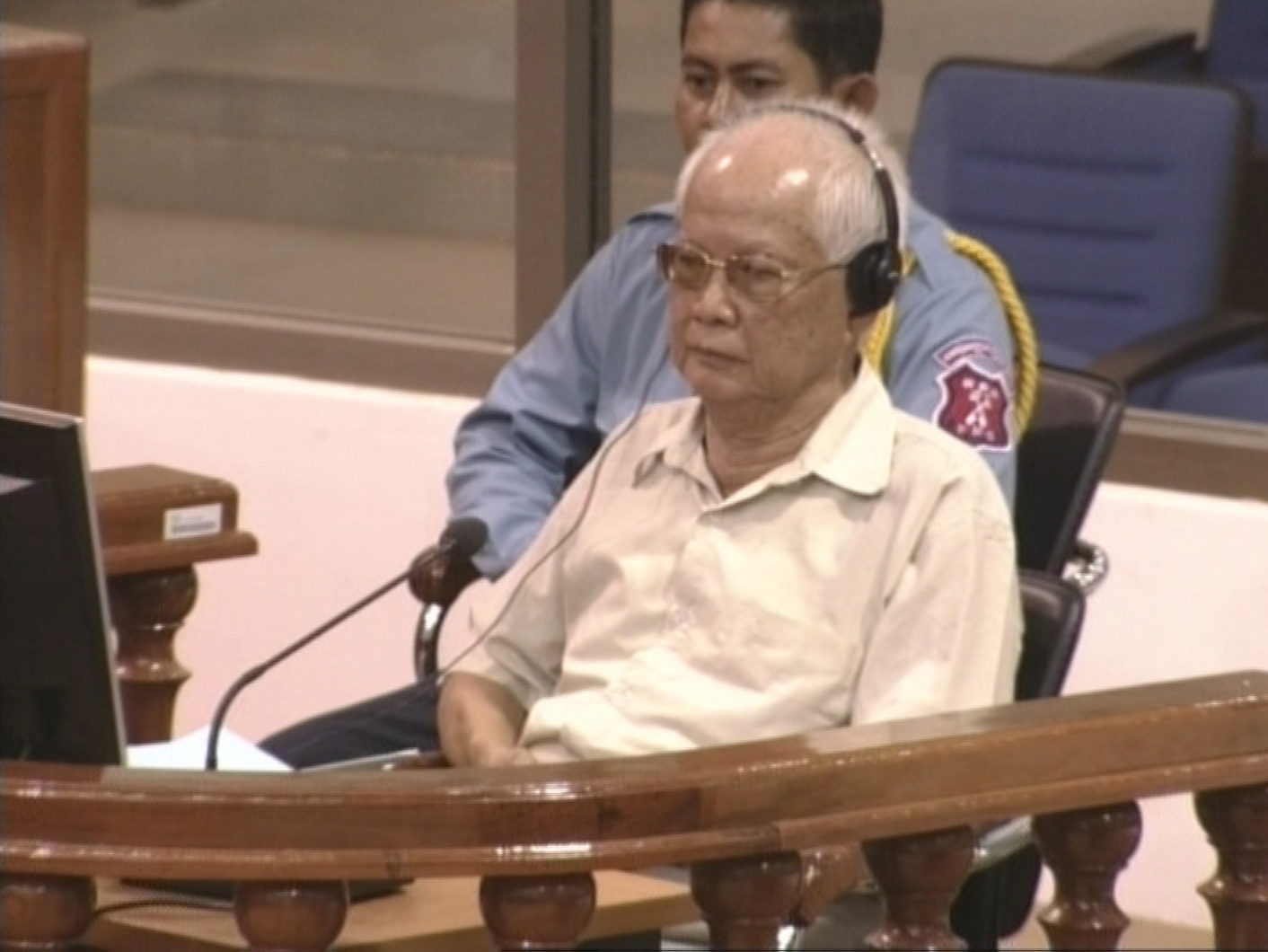
Khieu Samphân durant ses auditions avant son procès (2009).

Khieu Samphân résidait à Pailin, l'un des anciens bastions des khmers rouges dans le Nord-Ouest du Cambodge.
Il a été arrêté le 19 novembre 2007 et mis en examen pour crimes contre l'humanité et crimes de guerre par les Chambres extraordinaires au sein des tribunaux cambodgiens, chargé de juger les crimes du régime khmer rouge. Il est défendu, entre autres, par l'avocat français Jacques Vergès qu'il avait connu dans les années 1950 lorsque tous deux étaient étudiants à Paris.
Le 27 juin 2011, son procès s'ouvre à Phnom Penh, avec 3 autres dirigeants khmers rouges : Nuon Chea, Ieng Sary et Ieng Thirith. Le 7 août 2014, il est condamné à la prison à perpétuité.
Le 16 novembre 2018, le tribunal spécial le juge coupable, en même temps que Nuon Chea de génocide en raison des « exactions commises à l’égard des Vietnamiens, de la communauté musulmane cham et d’autres minorités religieuses ».

## Son point de vue
Khieu Samphân ne nie pas les morts et les exécutions, mais minimise ses responsabilités, affirmant qu'il n'était pas au courant et reportant la responsabilité sur Pol Pot.

### Ouvrages
- Khieu Samphân, L'économie cambodgienne et les problèmes de son industrialisation, thèse de doctorat, 1959.
- Khieu Samphân, L'histoire récente du Cambodge et mes prises de position, Éditions L'Harmattan, 2004  (ISBN 978-2-7475-5947-8).

### Filmographie
- Cambodge : face au génocide, film documentaire de David Aronowitsch et Staffan Lindberg, Suède/Norvège, 2010, 60 min (entretiens avec Khieu Samphân filmés en 2006-2007).
- L'important c'est de rester vivant, film documentaire de Roshane Saidnattar, France, 2009, 1 h 37 (Roshane Saidnattar, rescapée du massacre du peuple khmer, rencontre et interroge Khieu Samphân).